# Мария Александрина Саксен-Веймар-Эйзенахская
Мария Анна Александрина София Августа Елена Саксен-Веймар-Эйзенахская (нем. Marie Anna Alexandrine Sophie Auguste Helene von Sachsen-Weimar-Eisenach, 20 января 1849 — 6 мая 1922) — принцесса Саксен-Веймар-Эйзенахская, старшая дочь и второй ребёнок в семье Карла Александра, великого герцога Саксен-Веймар-Эйзенахского и его жены, принцессы Вильгельмины Софии Нидерландской.
В 1900—1909 годы, до того, как родилась принцесса Юлиана, принцесса Мария Александрина была второй в очереди на нидерландский престол после своего племянника, Вильгельма Эрнста, великого герцога Саксен-Веймар-Эйзенахского.

## Биография

### Брак и дети
Юные принцессы Мария и её двоюродная сестра Полина рассматривались в качестве возможных невест для Альберта Эдуарда, принц Уэльского (будущего короля Эдуарда VII). Эти планы не увенчались успехом, против этого брака выступила мать принца королева Виктория. Принц позже женился на датской принцессе Александре.
6 февраля 1876 года в Веймаре Мария вышла замуж за принца Генриха VII Рейсс-Кестрицского. У них родилось шесть детей:
- Сын (1877)
- Генрих XXXII Рейсс-Кестрицский (1878—1935); женился на принцессе Марии Адельхайд Липпе-Бистерфельдской (1895—1993)
- Генрих XXXIII Рейсс-Кестрицский (1879—1942); женат первым браком на принцессе Виктории Маргарите Прусской (1890—1923), во втором — на Аллен Тью (1876—1955)
- Иоганна Рейсс-Кестрицская (1882—1883)
- София Рената Рейсс-Кестрицская (1884—1968); вышла замуж за принца Генриха XXXIV Рёйс цу Кёстриц (1887—1956)
- Генрих XXXV Рейсс-Кестрицский (1887—1936); женился первым браком на принцессе Марии Саксен-Альтенбургской (1888—1947), во втором — на принцессе Марии Аделаиде Липпе-Бистерфельдской (1895—1993)

### Нидерландский трон
Смерть короля Нидерландов Виллема III в 1890 году возвела на престол его несовершеннолетнюю дочь Вильгельмину в возрасте десяти лет. Вильгельмина вышла замуж за принца Генриха Мекленбург-Шверинского в 1901 году, но брак остался бездетным до рождения принцессы Юлианы в 1909 году. Таким образом, возможным претендентом на нидерландский престол мог стать внук сестры Виллема III Вильгельм Эрнест, великий герцог Саксен-Веймар-Эйзенахский.
Вильгельм Эрнест заявил, что он откажется наследовать нидерландский престол, если, как требовала голландская конституция, ему придётся отказаться от титула великого герцога Саксен-Веймар-Эйзенахского. В связи с этим, наследником трона стала бы его тётя Мария Александрина, а за ней её старший сын принц Генрих XXXII Рёйс цу Кёстриц. Ко времени всех этих событий Мария Александрина была уже пожилой вдовой, имевшей проблемы со здоровьем. Поэтому предполагалось, что она откажется от своих прав на престол и передаст их сыну. Французы и англичане опасались, что если на престол взойдёт Генрих XXXII Рёйс цу Кёстриц, то Нидерланды войдут в Германскую империю. Тесные связи принца с семьёй Гогенцоллернов были известны, а по законам Германии, если немец занимает какой-либо престол, он должен подчиняться Германии.
Королева Вильгельмина перенесла несколько выкидышей и в 1909 году родила девочку, будущую королеву Нидерландов.
Принцесса Мария умерла 6 мая 1922 года в возрасте 73 лет.